# Plateumaris bracata
Plateumaris bracata — вид листоїдів з підродини Donaciinae. Поширений в західній частині Палеарктики від Іспанії до Центральної Азії.